# Good Times (песня)
«Good Times» — песня диско-группы Chic, выпущенная 4 июня 1979 года лейблом Atlantic Records в качестве сингла с их третьего альбома Risqué. Песня была написана и спродюсирована Бернардом Эдвардсом и Найлом Роджерсом и достигла первой позиции в чарте Billboard Hot 100 в 1979 году. В Британии песня достигла пятой позиции в чарте UK Singles Chart. «Good Times» занимает 68-е место в списке «500 величайших песен всех времен» журнала Rolling Stone.

## Музыканты
- Вокал: Альфа Андерсон
- Фортепиано: Эндрю Барретт
- Бас-гитара, вокал: Бернард Эдвардс
- Струнные: Шерил Хонг
- Вокал: Фонзи Торнтон
- Струнные: Карен Калсруд
- Струнные: Карен Милн
- Вокал: Люси Мартин
- Вокал: Мишель Коббс
- Гитара: Найл Роджерс
- Клавишные: Рэймонд Джонс
- Клавишные: Роберт Сабино
- Перкуссия: Сэмми Фигероа
- Барабаны: Тони Томпсон
- Вокал: Улланда Маккалоу
- Струнные: Валери Хейвуд